# Électrification des usages fossiles
L'électrification des usages fossiles consiste à remplacer un combustible fossile par l'énergie électrique produite sans recourir à ces combustibles fossiles. Cette électrification s'applique dans de nombreux domaines : transports, chauffage, production d'hydrogène, etc.

## Contexte
Au niveau mondial, en 2018, l’électricité constituait 19,3 % de la consommation finale d'énergie contre 9,4 % en 1973. La production d'électricité reste massivement assurée par le charbon (38,2 %) et le gaz naturel (23,1 %). D'après l'Agence internationale de l'énergie (AIE), l'électricité représentera 1/3 de la consommation finale d'énergie en 2040. À cette date, toujours selon l'AIE, l'énergie renouvelable sera la première source d'énergie dans la production électrique en fournissant 50 % du mix européen et 30 % du mix chinois.
La consommation d'énergie finale de la France en 2018 était de 151,4 Mtep, dont 25 % d’électricité. Cette électricité est utilisée majoritairement pour le chauffage et les chauffe-eau du secteur résidentiel ainsi que pour l'industrie.

## Enjeux
Selon l'Agence internationale de l'énergie, contenir la « hausse moyenne des températures [...] à 1,7 °C » passe nécessairement par la décarbonation du système énergétique, ce qui implique l'électrification des mix énergétiques, la décarbonation de la production d'électricité, ainsi que l'amélioration de l'efficacité énergétique. Ces mesures doivent être prises « intégralement et dans les temps »,. L'électricité (hors production) est un vecteur énergétique dont l'utilisation est particulièrement efficace : les pompes à chaleur ont par exemple un rendement de près de 300 %, les moteurs de voiture électrique ont un rendement nettement plus élevé que celui de leurs homologues thermiques,.
Le remplacement des combustibles fossiles par l'électricité ne présente d’intérêt écologique que si cette dernière est produite de façon décarbonée. L'électrification des usages fossiles joue alors un rôle essentiel dans la décarbonation de l'économie car elle substitue à l'utilisation d'énergies fossiles celle d'électricité décarbonée, grâce au nucléaire, aux énergies renouvelables électriques (hydroélectricité, solaire, éolien…) ou à la séquestration du dioxyde de carbone émis par les centrales thermiques et à la cogénération. Une fois produite par ces moyens, l'électricité conduit à une faible émission de gaz à effet de serre.
En 2025, une centaine d’entreprises enjoignent à l’Union européenne de réduire ses émissions de 90 % d’ici à 2040, ce qui fait que le « taux d’électrification [devrait] atteindre au moins 60 % d’ici 2050 [alors que] celui-ci stagne autour de 23 % en Europe ».
L'historien des sciences Jean-Baptiste Fressoz fait toutefois remarquer que, même en prenant en compte l'essor des énergies renouvelables, la décarbonation de l'électricité à l'échelle mondiale reste une entreprise colossale. Ainsi, pour Christian de Perthuis, « Il n’y a pas de chemin vers la neutralité carbone en 2050, sans sobriété dans les usages énergétiques. »

## Secteurs sujets à l'électrification

### Transports

#### Voiture

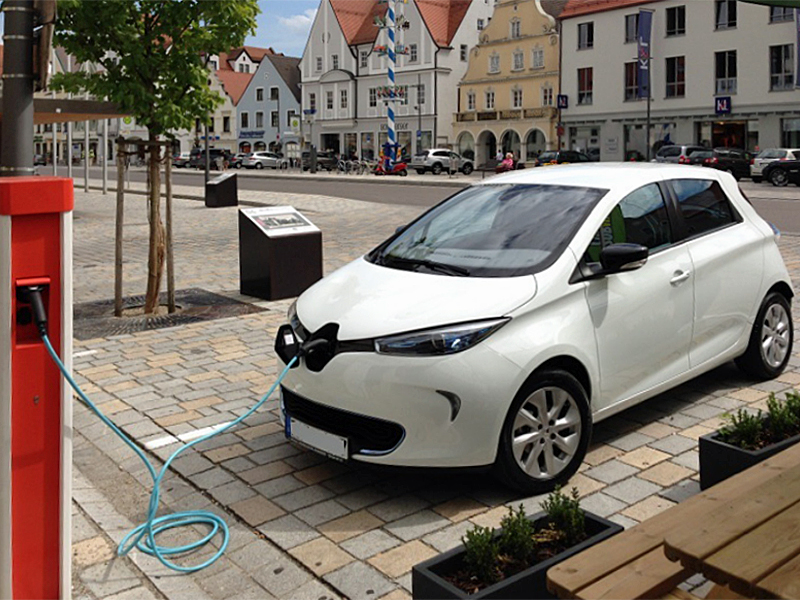
Renault Zoé en cours de recharge.

Selon l'agence du transport et de l'environnement britannique, le remplacement d'une voiture thermique par une voiture électrique permet une économie de CO2 de l'ordre de 79 % en Suède, 77 % en France, 62 % en Grande-Bretagne, 56 % en Allemagne et 29 % en Pologne (malgré l'électricité très dépendante du charbon) . L'étude se base sur l'analyse de l'ensemble du cycle de vie de l'automobile (construction, utilisation et recyclage/fin de vie). Avec la moyenne de l'électricité de l'Union européenne, les économies de CO2 sont de 63 % et devraient être bien supérieures d'ici 2030 par la décarbonation de la production électrique.
L'utilisation d'une voiture électrique en France et en Suède est particulièrement propre étant donné le taux de décarbonation de l'électricité.

#### Poids-lourd: camion et tracteur
Les camions électriques se développent assez peu vite du fait des grandes distances parcourues et du faible nombre de stations de recharge grandes-vitesses. La Californie prévoit de développer rapidement les camions électriques avec 5 à 9 % de camions zéro émission vendus (électriques ou hydrogène) d'ici 2024, entre 40 et 75 % d'ici 2035 et 100 % d'ici 2045. Date à laquelle 500 000 camions zéro émission rouleront sur leurs routes.
Les tracteurs électriques sont encore moins développés du fait de la faible autonomie de ces véhicules en travail.

#### Train

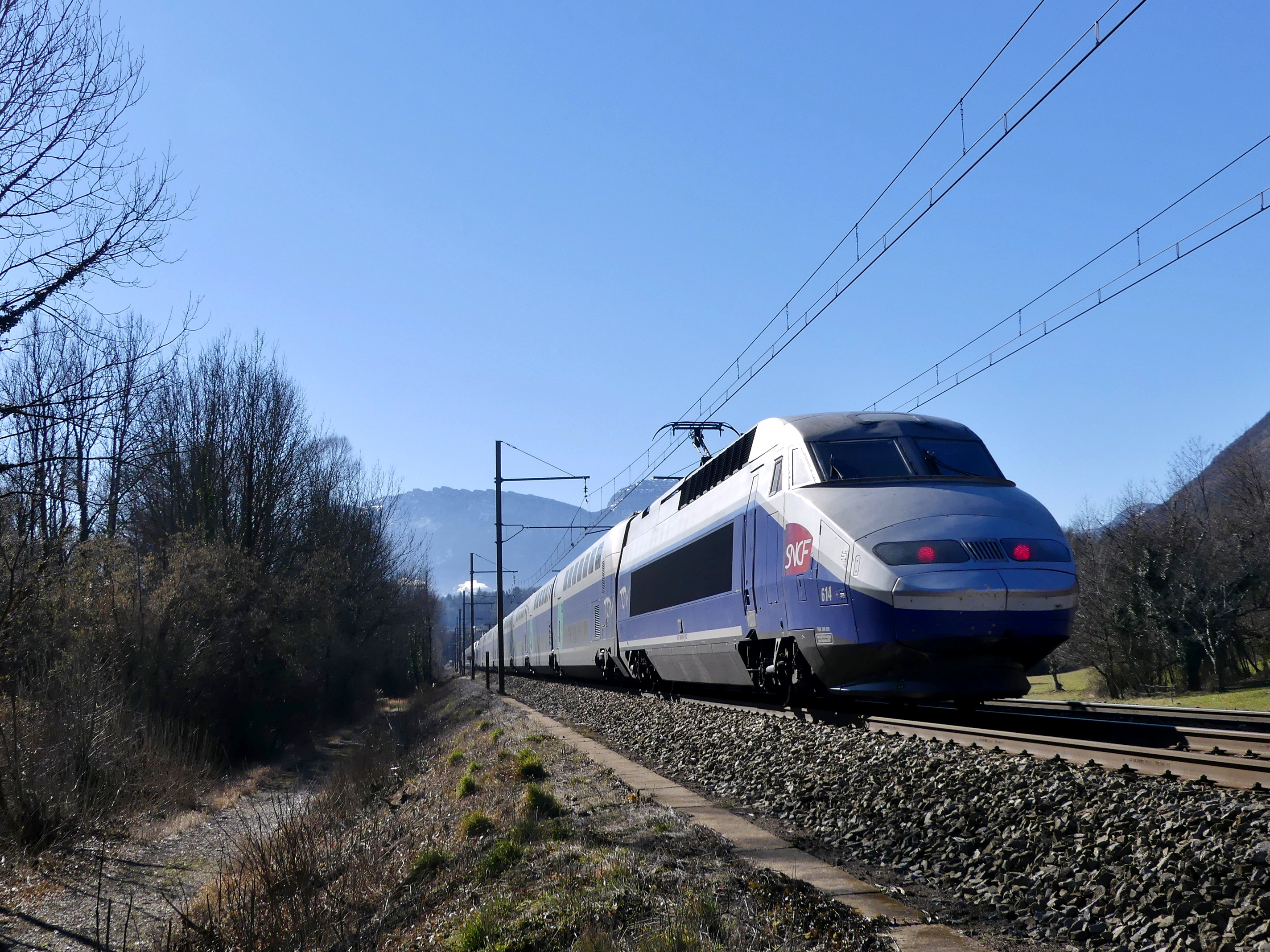
TGV (traction électrique)

En France, ce sont 56,75 % des lignes de chemins de fer qui sont électrifiées mais cela représente 90 % des km parcourus par les voyageurs. Le TGV en France a préféré la traction électrique plutôt que la locomotive à turbine à gaz après le choc pétrolier de 1973 afin de limiter la dépendance énergétique du pays sur ce secteur.

#### Transports en commun

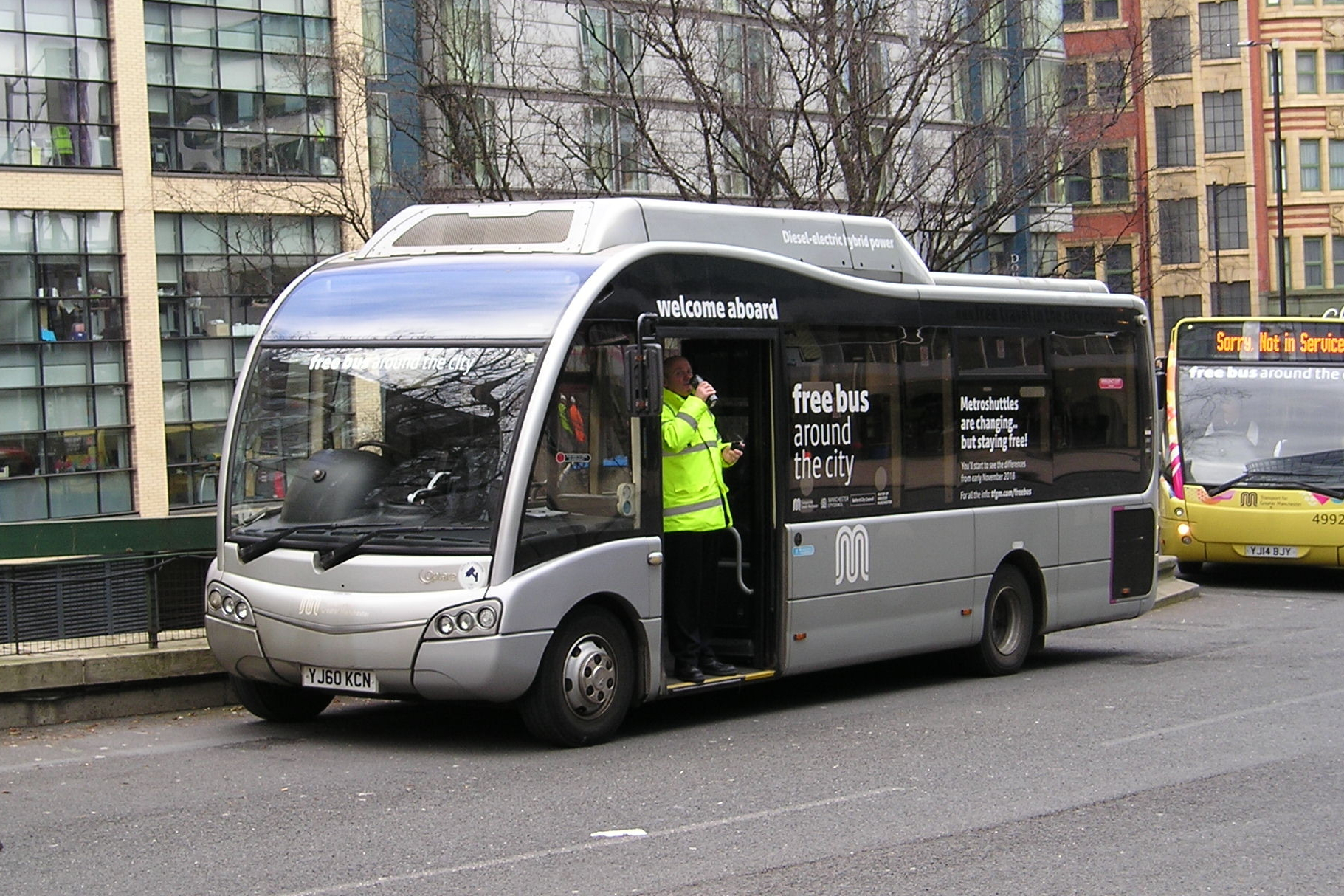
Bus électrique

Historiquement, certains transports en commun sont électrifiés : le tramway, le trolleybus ou le métro. D'autres, comme les bus, s'électrifient peu à peu dans les villes.
Le tramway a connu son âge d'or au début du XXe siècle avant de quasiment disparaitre. Depuis le choc pétrolier de 1973 le tramway retrouve son sens pour pallier la voiture individuelle en ville.
Un rapport de Bloomberg New Energy Finance prévoit le triplement du nombre de bus électriques d'ici à 2025. Cela reviendrait à ajouter 1,2 million de bus électriques d'ici là soit la moitié de la flotte.

#### Avion
Étant donné l'importante consommation énergétique des avions et la faible densité énergétique des batteries (environ 80 fois inférieure) le secteur aéronautique est particulièrement compliqué à électrifier. Airbus espère lancer le premier avion à hydrogène d'ici 2035.

#### Bateau
Les bateaux dépendent quasi exclusivement des énergies fossiles ; à l’exception faite des navires de guerre (notamment porte-avions nucléaire) et des brise-glace nucléaire. Quelques cargos nucléaires ont été développés dans les années 1960 jusqu'aux années 1970 mais les projets ont été abandonnés car la rentabilité n'était pas au rendez-vous. Il s'agit de :
- l’américain NS Savannah (mis en service en 1962, retiré en 1972),
- l’allemand Otto Hahn (mis en service en 1968, transformé en propulsion diesel en 1979),
- le japonais Mutsu (mis en service en 1972 et retiré en 1992 puis transformé en propulsion classique),
- et le russe (anciennement à l'URSS) Sevmorput (mis en service en 1988 et encore en fonctionnement aujourd'hui).

Les bateaux électriques se développent lentement, sur le parc de 300 000 bateaux de plaisance seulement 6 000 disposent d'un moteur électrique. Pour les navires de passagers 70 sont électriques sur les 7 000 en circulation et 2 000 sur une flotte de 200 000 petits bateaux de service. Le principal frein au développement de ces bateaux est qu'ils sont plus chers de 30 à 50 %.
Les porte-conteneurs électriques se développent très peu. Un cargo pouvant transporter une centaine de containers et ayant une autonomie de 120 km a été construit en Norvège,. En Chine, un autre cargo d'une capacité de 1000 tonnes, d'une autonomie de 50 km et une capacité énergétique de 1458 kWh. Toujours en Chine, un cargo d'une capacité de 2000 tonnes, d'une autonomie de 80 km et dispose de batteries lithium-ion d'une capacité de 2400 kWh pour un temps de charge de 2 heures.

### Résidentiel et secteur tertiaire

#### Chauffage
La France se chauffe assez massivement à l'électricité puisqu'en 2015, 38,7 % des maisons et 32,8 % des appartements se chauffait à l'électricité. L'utilisation du chauffage électrique classique réduit les émissions de CO2 en France, car il n'émet que 79 à 149 g CO2/kWh contre 205 g pour le gaz naturel et 324 g pour le fioul. Seul le bois est plus propre avec 30 g/kWh. Lorsque c'est une pompe à chaleur qui est utilisée, les émissions de CO2 sont réduites à 49 g/kWh de chaleur produite grâce à la grande efficacité de ces appareils. Les émissions de CO2 par le chauffage électrique dépendent de la manière dont l'électricité est produite. Le chauffage électrique complexifie la gestion du réseau électrique car sa consommation est essentiellement localisée sur la période hivernale.
D'après la Sfen, en France : « Même au moment de la pointe, l’électricité tous usages confondus émet deux fois moins de CO2 que le gaz ».

#### Chauffe-eau
Le chauffage de l'eau sanitaire par le gaz ou le fioul peut être remplacé par une résistance électrique ou une pompe à chaleur électrique.

#### Cuisine
Les gazinières peuvent être remplacées par des plaques chauffantes en fonte (avec un rendement de 60 %), des plaques vitro-céramique (avec un rendement de 75 %) et les plaques à induction (avec un rendement de 90 %).
D'autres appareils peuvent être électrifiés comme les fours à gaz vers les fours électriques, les bouilloires, les grills ou les cuit-vapeurs qui viennent s'ajouter aux appareils spécifiquement électriques comme les fours à micro-ondes.

### Industrie
Dans sa Stratégie Nationale Bas-Carbone (SNBC), la France s'est fixé pour objectif un taux d'électrification globale de son industrie de 70% à l'horizon 2050 pour la consommation d'énergie finale.

#### Production de chaleur
D'après l'ADEME, la production de chaleur est nécessaire dans dix procédés industriels :
- l’évaporation ;
- le séchage ;
- la distillation ;
- les autres opérations d’élimination d’eau ;
- le chauffage de liquides et de gaz ;
- le chauffage ou réchauffage de métaux ;
- la fusion ;
- les traitements thermochimiques ;
- les traitements thermiques ;
- les autres opérations thermiques.

Toujours selon l'ADEME, 11 technologies sont aujourd'hui suffisamment matures pour remplacer les combustibles fossiles par de l'énergie électrique :
- des résistances peuvent se substituer aux combustibles pour des usages couvrant la plupart des secteurs de l’industrie. La consommation de combustibles substituable représente 10,5 TWh et ces substitutions entraîneraient une consommation électrique supplémentaire de 9,3 TWh.
- le recours aux pompes à chaleur (PAC) pour l’électrification concerne pour une très large part l’agroalimentaire, la chimie organique et le papier. Très peu exploité actuellement, le potentiel de déploiement supplémentaire représente une substitution de 9,2 TWh de combustibles et une sur-consommation électrique de 2,6 TWh grâce au gain énergétique élevé de cette technique.
- la conduction peut principalement être mobilisée dans le secteur du verre avec un triplement de la consommation, actuellement à 1,6 TWh (consommation supplémentaire de 4,6 TWh en substitution de 7,6 TWh de combustibles).
- l'induction peut se substituer à 6,0 TWh de combustibles dans la sidérurgie et la fonderie. La consommation supplémentaire induite de 4,6 TWh serait importante au regard de la consommation actuelle (1,6 TWh) et apporterait une contribution significative au potentiel d’électrification total.
- le recours à la compression mécanique de vapeur (CMV) pour l’électrification concerne surtout l’agroalimentaire et le papier. Le potentiel de déploiement supplémentaire (1,2 TWh) est modeste, comme la consommation électrique actuelle (0,4 TWh), mais compte tenu de son gain énergétique élevé, le volume de combustible substituable correspondant est non négligeable (5,4 TWh).
- l’infrarouge électrique intervient aussi dans un nombre limité de secteurs : il peut se diffuser essentiellement dans les industries agro-alimentaires hors lait et sucre. La consommation électrique actuelle est de 0,5 TWh et le potentiel supplémentaire de 0,8 TWh (en substitution de 1,0 TWh de combustibles).
- les membranes qui représentent actuellement une faible consommation de 0,1 TWh sont un substitut applicable uniquement dans l‘industrie laitière. Le potentiel de déploiement additionnel est faible, de l’ordre de 0,1 TWh, même si cela représenterait 0,8 TWh de combustibles.
- les fours à arc électrique sont mobilisables uniquement dans la fonderie. La technique étant déjà largement adoptée, le potentiel de déploiement supplémentaire est très faible (de l’ordre de 0,4 TWh électriques, en substitution de 0,7 TWh de combustibles) comparé à la consommation électrique actuelle de 6,5 TWh.
- les utilisations potentielles de l’ultra-violet et du laser pour l’électrification sont concentrées dans l’industrie du bois ainsi que dans l’édition-imprimerie. Les consommations électriques concernées ne représentent actuellement que 0,1 TWh et le potentiel de consommation supplémentaire est de 0,3 TWh (en substitution de 0,6 TWh de combustibles).

#### Production d'hydrogène
L'hydrogène est aujourd'hui beaucoup utilisé dans l'industrie pour la fabrication d'engrais, de méthanol, pour le raffinage du pétrole et en moindre mesure pour la fabrication de l'acier. Le monde en consomme 60 millions de tonnes par an dont 11 millions pour les États-Unis et 8,8 millions pour l'Europe (dont 922 000 tonnes pour la France seule).
L'utilisation de l'hydrogène (ou plutôt du dihydrogène) dans le monde se repartit de cette façon :
| Utilisation               | Consommation (en Mtonnes par an) | %  |
| ------------------------- | -------------------------------- | -- |
| Raffinage                 | 26,4                             | 44 |
| Production d'ammoniac     | 22,8                             | 38 |
| Autres produits chimiques | 4,8                              | 8  |
| Divers                    | 6                                | 10 |

Le dihydrogène provient à 96 % des sources fossiles : 49 % pour le gaz naturel, 29 % d'hydrocarbures liquides et 18 % du charbon. La production de dihydrogène croit depuis 1975, sa production nécessite 6 % du gaz naturel et 2 % de charbon mondial et cause l'émissions de 830 millions de tonnes de dioxyde de carbone soit les émissions de l'Angleterre et de l'Indonésie réunis.
La production de l'hydrogène peut se faire par électrolyse de l'eau mais ce procédé est très consommateur d'électricité. Électrifier sa production nécessiterait selon AIE 3 600 TWh soit la consommation électrique de l'Union européenne ou sept fois la France.
L'Union européenne prévoit de développer 6 GW d'électrolyseurs d'ici à 2024 pour produite 1 mégatonne de dihydrogène par an[Passage à actualiser]. D'ici 2030, 40 GW devraient être installés pour produire les dix mégatonnes dont le continent a besoin.